# Jiří Hanzelka

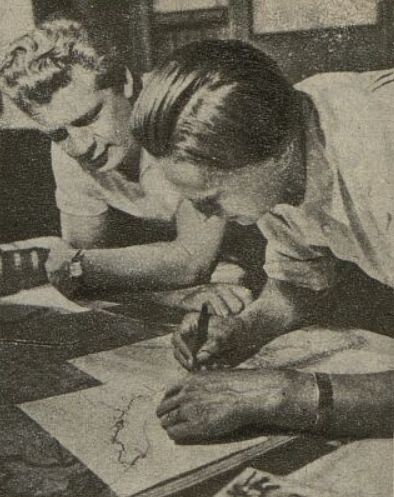
Jiří Hanzelka und Miroslav Zikmund (1956)

Jiří Hanzelka (* 24. Dezember 1920 in Štramberk; † 15. Februar 2003 in Prag) war ein tschechischer Reisebuchautor.

## Leben
Jiří Hanzelka studierte an der Handelsakademie und nach 1938 auf der Wirtschaftshochschule. Da die Hochschulen während des Zweiten Weltkrieges von der deutschen Besatzung (siehe Sonderaktion Prag) geschlossen waren, konnte er sein Studium erst 1946 beenden. Dort lernte er auch seinen späteren Mitreisenden und Mitautor Miroslav Zikmund kennen.
Von 1947 bis 1950 unternahmen sie gemeinsam in dem tschechischen Stromlinien-PKW Tatra 87 eine Reise durch Afrika, Südamerika und Mittelamerika. Über die Reise wurden über 700 Rundfunkreportagen ausgestrahlt. Hinzu kamen zahlreiche Fotos und eine große Menge Filmmaterial.
Die zweite Reise von 1959 bis 1964 unternahmen sie mit Begleitung wieder mit Tatras (diesmal mit zwei Tatra 805 Expeditions-LKW). Sie durchquerten Asien und Ozeanien. 1968 unterstützte Hanzelka die Reformkommunisten. Nachdem die sowjetischen Truppen und die anderer Staaten des Warschauer Paktes die Tschechoslowakei besetzt hatten und die Freiheitsbewegung unterdrückt wurde, wurden ihm ab 1969 weitere Publikationen und die Teilnahme am öffentlichen Leben verboten. Hanzelka ließ sich dadurch nicht beugen, sondern unterzeichnete die Charta 77.

## Schriften
Alle Bücher wurden gemeinsam mit Miroslav Zikmund geschrieben und beschreiben ausschließlich die unternommenen Reisen.
Ihre Lateinamerika-Reise vom Juni 1948 bis zum September 1950 schilderten Jiří Hanzelka und Miroslav Zikmund in vier ausführlichen Bänden:
- Südamerika, Teil 1: Zwischen Paraná und Rio de la Plata über ihre Reisen durch Argentinien, Uruguay, Paraguay und den Süden Brasiliens (Juni 1948 bis Juni 1949).
- Südamerika, Teil 2: Über die Kordilleren über ihre Reise von Río Cuarto nach Lima, über Mendoza, Catamarca, Tucumán, Jujuy, Humahuaca, La Quiaca, Villazón, Potosí, Oruro, Cochabamba, La Paz, Cuzco und La Oroya, mit einer Exkursion zu den Chincha-Inseln (Juni 1949 bis November 1949).
- Südamerika, Teil 3: Bei den Kopfjägern über ihre Reise von Lima über Guayaquil nach Quito, mit einer Exkursion in den zu Ecuador gehörenden Teil Amazoniens, insbesondere durch das Gebiet der Shuar (Dezember 1949 bis Februar 1950).
- Mittelamerika. Zwischen 2 Ozeanen über ihre Reise von Quito durch Zentralamerika bis Veracruz (März bis September 1950).

Das Werk Besondere Nachricht Nr. 4 (Zvláštní zpráva č. 4), geschrieben 1964 aufgrund der auf Einladung von Leonid Iljitsch Breschnew zuvor unternommenen Reise in die Sowjetunion, erhielten nur Regierungsmitglieder. Wegen der Beschreibung der sowjetischen Wirtschaftsverhältnisse wurde sie als streng geheim eingestuft und erst 1990 veröffentlicht.
Die Bücher Ceylon, ein Reich ohne Engel (Cejlon, ráj bez andělů 1991) und Sumatra, Hoffnung ohne Umrisse (Sumatra, naděje bez obrysů 1991) wurden verboten und erschienen im Selbstverlag. Daneben sind sie Autoren zahlreicher Zeitungs- und Zeitschriftenbeiträge.
Im Südostmähren-Museum in Zlín ist den Reisen Zikmunds und Hanzelkas eine Dauerausstellung gewidmet.

## Filme
- Afrika I.
- Afrika II.
- Von Argentinien nach Mexiko (Z Argentiny do Mexika)
- Gäbe es auf der Welt ein Paradies (Je-li kde ne světě ráj)

Hinzu kommen 174 Dokumentar-, Kurz- und Fernsehfilme.

## Ins Deutsche übersetzte Bücher
- Afrika, Traum und Wirklichkeit (Afrika snů a skutečnosti). 3 Bände. Verlag Volk und Welt (1954)
  - Auswahl in einem Band: Afrika, Traum und Wirklichkeit. Verlag Volk und Welt (1961)
- Südamerika-Trilogie
  - Zwischen Paraná und Río de la Plata (Tam za řekou je Argentina). Verlag Volk und Welt (1956)
  - Über die Kordilleren (Přes Kordillery). Verlag Volk und Welt (1957)
  - Bei den Kopfjägern (Za lovci lebek). Verlag Volk und Welt (1958)
- Mittelamerika – Zwischen zwei Ozeanen (Mezi dvema oceány). Verlag Volk und Welt (1959)
- Balkan und Kleinasien – Der umgekehrte Halbmond (Obrácený půlměsíc). Verlag Volk und Welt (1962)